# Anochetus goodmani
}}
Anochetus goodmani được Fisher, B. L. & Smith, M. A. phát hiện và mô tả vào năm 2008.